# Grandes Civilisations disparues
 (avril 2022).
Si vous disposez d'ouvrages ou d'articles de référence ou si vous connaissez des sites web de qualité traitant du thème abordé ici, merci de compléter l'article en donnant les références utiles à sa vérifiabilité et en les liant à la section « Notes et références ».
Les Grandes Civilisations disparues était une collection des Éditions Famot (Genève), créée en 1975. Elle était consacrée à des ouvrages à caractère historique et archéologique.
Cette collection fut précédée par la publication d'un ouvrage intitulé Découverte des grands sites archéologiques de Guy Annequin, Jean Baudry, Raymonde de Gans et Yves Verbeek. Il comprend 100 planches sur papier glacé composées de photos en couleurs des principaux sites archéologiques dans le monde.

## Liste des ouvrages
- Angkor et les civilisations birmanes et thaï, Philippe Aziz (1976)
- Des dieux des tombeaux des savants, C. W. Ceram (1975)
- L'Atlantide civilisation disparue, Philippe Aziz (1975)
- L'Égypte des Pharaons, Jean-Marc Brissaud (1976)
- L'île de Pâques, Alfred Métraux (1975)
- La Bible arrachée aux sables, Werner Keller
- La Civilisation chinoise, Marcel Granet
- La Civilisation chrétienne primitive, Stan-Michel Pellistrandi
- La Civilisation d'Assur et de Babylone, Georges Contenau
- La Civilisation des Aztèques, Jean Marcilly (it)
- La Civilisation des Celtes, Olivier Launay
- La Civilisation des Germains et Vikings, Patrick Louth
- La Civilisation des Incas, Jean-Claude Valla
- La Civilisation des Mayas, Guy Annequin
- La Civilisation des mégalithes, Marc Orens
- Les Civilisations des steppes, Philippe Conrad
- La Civilisation étrusque, Philippe Aziz
- La Civilisation hispano-mauresque, Philippe Aziz
- La Civilisation nubienne des origines à la conquête arabe,  Jean-Marc Brissaud
- La Grèce du Parthénon, Françoise Gasser-Coze
- La Palestine des Croisés, Philippe Aziz
- La Perse des grands rois et de Zoroastre, Jean-Jacques Mourreau
- La Résurrection de la Gaule, Henri-Paul Eydoux
- La Résurrection des villes mortes, Tome 2 : Asie centrale Afrique, Marcel Brion
- La Résurrection des villes mortes, Tome 1 : Chine Inde Amérique, Marcel Brion
- Le Passé entre vos mains, C. W. Ceram
- Les Anciennes Civilisations de l'Inde, Gaston Courtillier
- Les Civilisations méconnues de la mer Rouge, Guy Annequin
- Les Civilisations préhistoriques, Jean-Marc Brissaud
- Les Conquêtes de l'archéologie, Raymond Bloch et Alain Hus
- Les Empires noirs du Moyen Âge, Philippe Aziz
- Les Hittites et les anciennes civilisations anatoliennes, Philippe Conrad
- Pompéi et Herculanum, André Bellechasse
- Réalités et énigmes de l'archéologie, Henri-Paul Eydoux
- Sumer, la première grande civilisation, Amar Hamdani

## Liste des auteurs
- Guy Annequin
- Philippe Aziz
- André Bellechasse
- Raymond Bloch et Alain Hus
- Marcel Brion
- Jean-Marc Brissaud
- C. W. Ceram
- Philippe Conrad
- Georges Contenau
- Gaston Courtillier
- Henri-Paul Eydoux
- Françoise Gasser-Coze
- Marcel Granet
- Amar Hamdani
- Werner Keller
- Olivier Launay
- Patrick Louth
- Jean Marcilly (it)
- Alfred Métraux
- Jean-Jacques Mourreau
- Marc Orens
- Stan-Michel Pellistrandi
- Jean-Claude Valla

## Présentation des livres
Chaque volume était relié, plat doré avec reproduction en fers noir, rouge et or de la face A du disque de Phaistos, dos percaline noire, fers rouge et or, tête dorée. Ils comportaient des illustrations dans le texte et hors-texte. Le frontispice de chaque livre comportait une vignette photographique en couleur.